# 송건호언론상
송건호언론상(宋建鎬言論賞)은 언론민주화에 한 평생을 바친 송건호의 뜻을 기리기 위해 2002년 1월 25일 공식 발족한 청암언론문화재단에서 주관하는 언론상이다.

## 개요
신문, 방송, 통신 등 각 분야에서 언론 본연의 역할을 충실히 해 사회에 대한 공헌을 했거나 언론민주화에 기여하여 故 청암 송건호 선생의 언론정신을 이어받았다고 판단되는 개인 또는 단체에게 주는 상이다.

## 역대 수상자
| 회     | 연도   | 수상자                                                   |
| ------ | ------ | -------------------------------------------------------- |
| 제1회  | 2002년 | 정경희 원로 언론인                                       |
| 제2회  | 2003년 | 위르겐 힌츠페터 독일 제1공영방송 ARD-NDR의 전 일본특파원 |
| 제3회  | 2004년 | 민주언론운동시민연합                                     |
| 제4회  | 2005년 | 강준만 전북대학교 신문방송학 교수                        |
| 제5회  | 2006년 | 동아자유언론수호투쟁위원회(위원장: 정동익)               |
| 제6회  | 2007년 | 조용수 민족일보 사장                                     |
| 제7회  | 2008년 | MBC PD수첩                                               |
| 제7회  | 2008년 | 전국언론노동조합 YTN지부                                 |
| 제8회  | 2009년 | 최문순                                                   |
| 제8회  | 2009년 | 최상재 전국언론노조 위원장                               |
| 제9회  | 2010년 | 최승호                                                   |
| 제9회  | 2010년 | 옥천신문                                                 |
| 제10회 | 2011년 | 서중석 성균관대학교 사학과 교수                          |
| 제11회 | 2012년 | 한홍구 성공회대                                          |
| 제11회 | 2012년 | 한국탐사저널리즘센터 뉴스타파                            |
| 제12회 | 2013년 | 언론협동조합 프레시안                                    |
| 제13회 | 2014년 | 손석희 jTBC 보도부문 사장                                |
| 제14회 | 2015년 | 변상욱 CBS 대기자                                        |
| 제15회 | 2016년 | 김동춘 성공회대학교 사회과학부 교수                      |
| 제16회 | 2017년 | JTBC 뉴스룸                                              |
| 제17회 | 2018년 | 김주언 전 한국기자협회 회장                              |
| 제18회 | 2019년 | 임은정 검사                                              |

## 같이 보기
- 이용마언론상